# Портмаги
Портмаги (англ. Portmagee; ирл. An Caladh) — деревня в Ирландии, находится в графстве Керри (провинция Манстер). Численность населения 123 человека (2016).

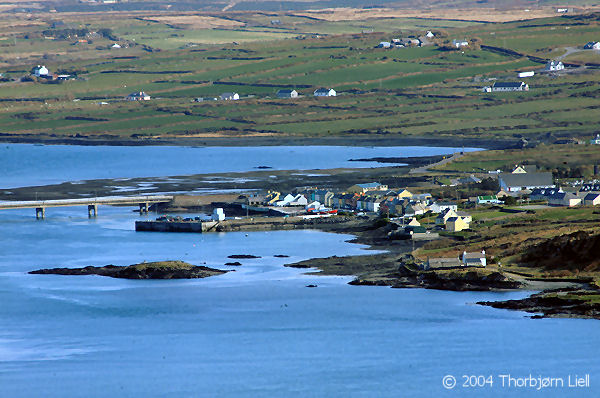
Вид на Портмаги